# Новотна, Катержина
Катержина Новотна (чеш. Kateřina Novotná; род. 12 августа 1984, Млада-Болеслав, Среднечешский край) — чешская конькобежка, специализирующаяся в шорт-треке. Участница Олимпийских игр 2002,  2006, 2010 и 2014 годов. Трёхкратная чемпионка Европы в шорт-треке.

## Спортивная карьера
Катержина Новотна, уроженка Бенатки-над-Йизероу впервые встала на коньки в возрасте 4-х лет, а в январе 1996 года занялась конькобежным спортом, в возрасте 11 лет в школе. Начинала свою карьеру как конькобежец.. Выступала за клуб "KSB Benátky nad Jizerou - Olymp Praha". Она стала чемпионкой страны среди юниоров в абсолютном зачёте в 1997 году. 
Её международный дебют состоялся в январе 2000 года на чемпионате Европы в Бормио, где она заняла  в общем зачёте 28-е место. В 2001 году стала участвовать в Кубке мира. На зимних Олимпийских играх в Солт-Лейк-Сити в 2002 году Катержина заняла 15-е место в беге на 1500 м, 27-е на 500 м и 26-е на 1000 м. в 2003 году на чемпионате Европы в Санкт-Петербурге поднялась уже на 11-е место в общем зачёте многоборья. 
Через год в голландском Зутермере выиграла бронзовую медаль на дистанции 500 м и заняла общее 7-е место. В 2005 году Новотна приняла участие в зимней Универсиаде в Инсбруке, где заняла лучшее 9-е место в беге на 1500 м. В марте на чемпионате мира в Пекине заняла 22-е место в многоборье.
Через год на зимних Олимпийских играх в Турине она заняла 6-е место на 500 м и 13-е места в беге на 1500 и 1000 м. В 2008 году Новотна смогла завоевать бронзовую медаль на чемпионате Европы в Вентспилсе в беге на 1500 м. На чемпионате Чехии в 2009 году взяла бронзу в многоборье. В конькобежном спорте на длинных дорожках Катержина Новотна была третьей на чемпионате Чехии в 2008 и 2009 годах.
На очередном чемпионате Европы в Турине года была одержана победа на дистанции 1500 метров, а также 2-е место в общем зачёте многоборья. На чемпионате Европы в Дрездене Новотна выиграла 1000 метров, заняла 2-е место на 500 м и выиграла многоборье, что стало первым успехом чешских шорт-трекистов. Следом на зимних Олимпийских играх в Ванкувере на дистанциях 500, 1500 и 1000 м заняла 12-е, 18-е и 28-е места соответственно. 
В 2011 году на чемпионате Европы в Херенвене Катержина поднялась на 4-е место в абсолютном зачёте. Она также участвовала на чемпионате Европы по конькобежному спорту в Коллальбо, заняв там 19-е место в многоборье. В том же году участвовала в роликовых коньках, где заняла 2-е место на дистанции 33 км на этапе Кубка мира в Остраве. С 2012 по 2017 года Новотна принимала участие на всех европейских чемпионатах, но высоких мест не занимала.
В ноябре 2013 года на этапе Кубка мира в Коломне она отобралась на дистанции 1000 и 1500 м на  Олимпийские игры 2014 года. В феврале 2014 года на зимних Олимпийских играх в Сочи она заняла 31-е место в беге на 1500 м и была дисквалифицирована на 1000 м. Новотна завершила свою 22-летнюю карьеру в конькобежном спорте в январе 2018 года, после того, как не смогла пройти квалификацию на зимние Олимпийские игры 2018 года в Пхенчхане.

## Личная жизнь
Катержина Новотна окончила Университет физической культуры и спорта PALESTRA. Она увлекается катанием на роликах и чтением книг. Состояла служащей в Министерстве внутренних дел Чехии.